# Unleashed (canción)
«Unleashed» es el primer sencillo del álbum de estudio Design Your Universe, cuarto álbum de estudio de la banda neerlandesa de metal sinfónico, Epica.
La banda publicó el video vía MySpace, en el cual se aprecia por primera vez a todos los integrantes de la banda actuando en él. El video se filmó cerca de Berlín, Alemania.

## Video
El video narra la historia de un hombre que, después de regresar a casa con su esposa, recibe un disparo en un robo. En ese acto el hombre muere, pero su alma queda atrapada en este mundo por lo cual los miembros de la banda tratan de advertirle o avisarle que él ya tiene que dejar su vida terrenal y partir hacia "la luz", el videoclip concluye cuando es atrapado y, es llevado "al más allá".